# Найштетик, Владимир Яковлевич
Владимир Яковлевич Найштетик (р. 12 декабря 1954, Киев, СССР) — исследователь и предприниматель, доктор философии в сфере государственного управления. Автор изобретений в области фармакологии, обладатель 12 украинских и зарубежных патентов.

## Биография
Родился в еврейской семье. После окончания в 1972 средней школы № 100 работал в ремонтной группе Киевской городской радиотрансляционной сети, откуда был в 1973 призван в ряды советской армии. После демобилизации из армии в 1975 поступил и в 1981 успешно окончил Ленинградский институт киноинженеров. Одновременно с учёбой в ВУЗе много работал, постоянно повышая свою квалификацию от простого рабочего до руководителя подразделения в Центре научной организации труда и управления Министерства лёгкой промышленности УССР. В 1984 перешёл на работу в РОНО (районный отдел народного образования) Ленинского РИК Киева, где преподавал в средней школе № 21 и руководил  инженерно-технической службой. В 1988 создал и возглавил один из первых промышленных кооперативов в Украинской ССР (строительство, ремонт и наладка промышленных комплексов).
В 1992, в связи с изменением политической ситуации и конъюнктуры рынка, на базе Института биоорганической химии создал и возглавил научно-производственное предприятие «НИР», с целью создания в Украине нового поколения лекарственных средств, которые были бы конкурентоспособны на мировом рынке лекарств, и могли бы стать одной из тех звеньев цепи, за которую можно было бы вытянуть разваливающуюся экономику Украины. Зарегистрированы и внедряются в Украине и за её рубежами препараты «Пропес», «Бипекс», «Цереброкурин», «Инфламафертин» и «Биофонд»; два препарата из этого списка являются лекарствами для лечения онкологических заболеваний и заболеваний ЦНС), и аналогов этим лекарствам в мире пока не существует, работа же над совершенствованием продолжается.
Один из авторов концепции внедрения системы медицинского страхования в Украине. В 1996 был избран действительным членом общественной организации Украинской академии наук, а с 1998 избран член редакционной коллегии Национальной фармакопеи Украины. В 2012 избран действительным членом Европейской академии. Награждён серебряной медалью Платона, неоднократно благодарностями столичной администрации, «Золотым ягуаром» Ассоциации деловых кругов Украины, лауреат премии EMRC EuroMarket Award (Брюссель-2003) , почётным отличием 2-й (Киев-2004) и 1-й степеней УАН, „Лидер Украины” (2005). Почётный профессор бизнеса и управления Международного славянского университета.

## Семья
Супруга — Алла. Дети — Евгений и Ростислав.Внуки-Илия и Марк